# قطعنامه ۹۳۱ شورای امنیت
قطعنامه ۹۳۱ شورای امنیت سازمان ملل متحد که در تاریخ ۲۹ ژوئن ۱۹۹۴ تصویب شد، سندی بین‌المللی دربارهٔ وضعیت در یمن است. این قطعنامه طی نشست ۳۳۹۴ام با ۱۵ رای موافق، ۰ مخالف و ۰ ممتنع تصویب شد.